# 郭国三
郭国三（1943年6月—），河南南阳人，中华人民共和国政治人物。
毕业于新乡师范学院数学系。1966年加入中国共产党。1984年12月，任共青团河南省委书记。1987年7月，任河南省洛阳市委副书记。1990年5月，任河南省洛阳市委书记。1994年10月任中共河南省委副秘书长、省委办公厅主任。1998年1月任政协河南省第八届委员会副主席、中共河南省委副秘书长、省委办公厅主任。
1998年2月任河南省政协副主席、中共河南省委统战部部长。2002年12月任河南省政协副主席。